# Бакшиш

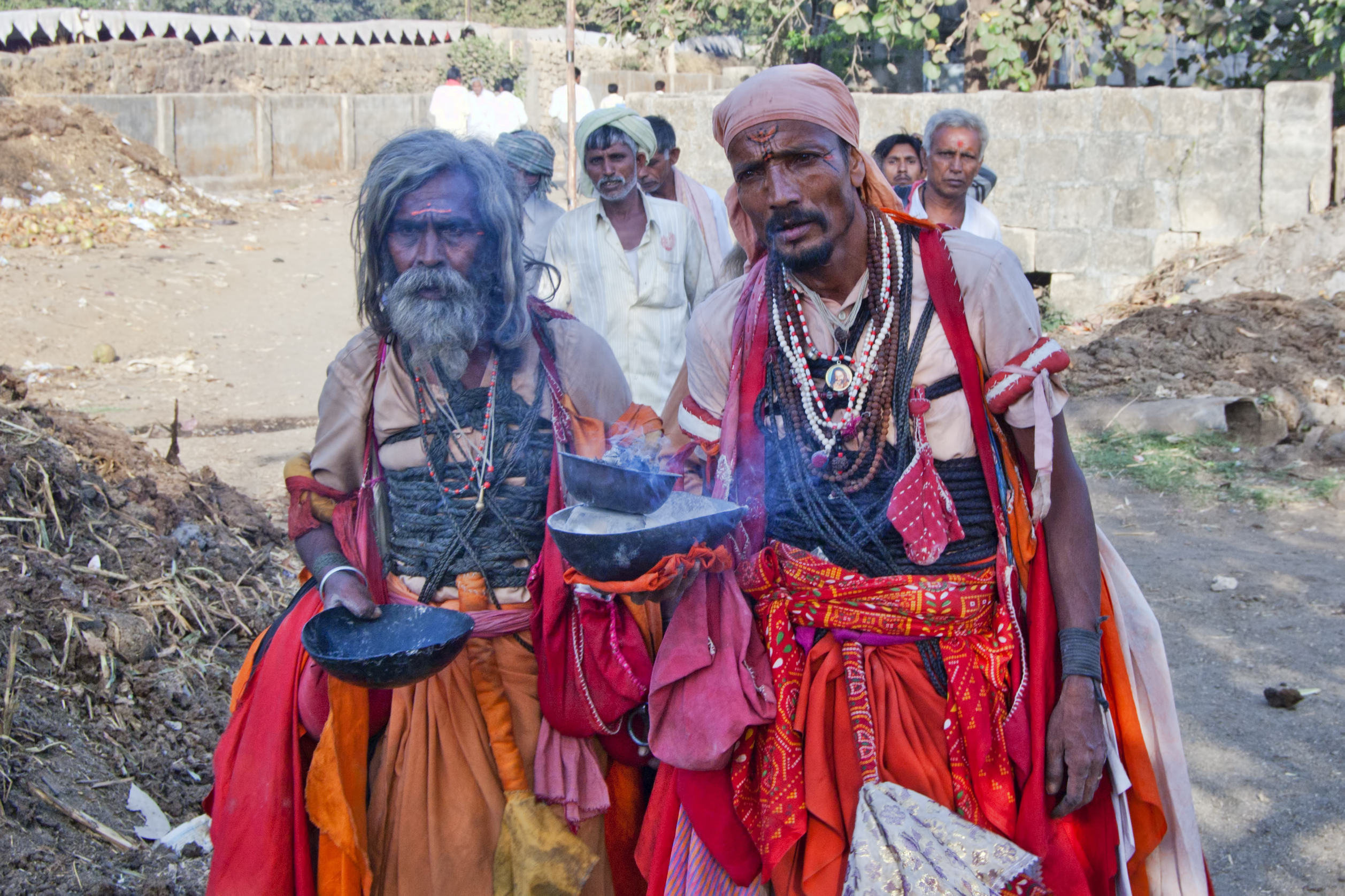
Прохачі бакшишу, Джунагадх, Гуджарат, Індія, 2010

Бакшиш (з перс.) — хабар, дарунок.

## Розповсюдженість
У східних народів є винагородою (в основному, чиновництву) за будь-що. Це створило міфи про надмірну корумпованість східних володарів. Наприклад, при дворі турецького султана було створено міністерство бакшишів, що розпоряджалось даними подарунками.